# Misato (Saitama)

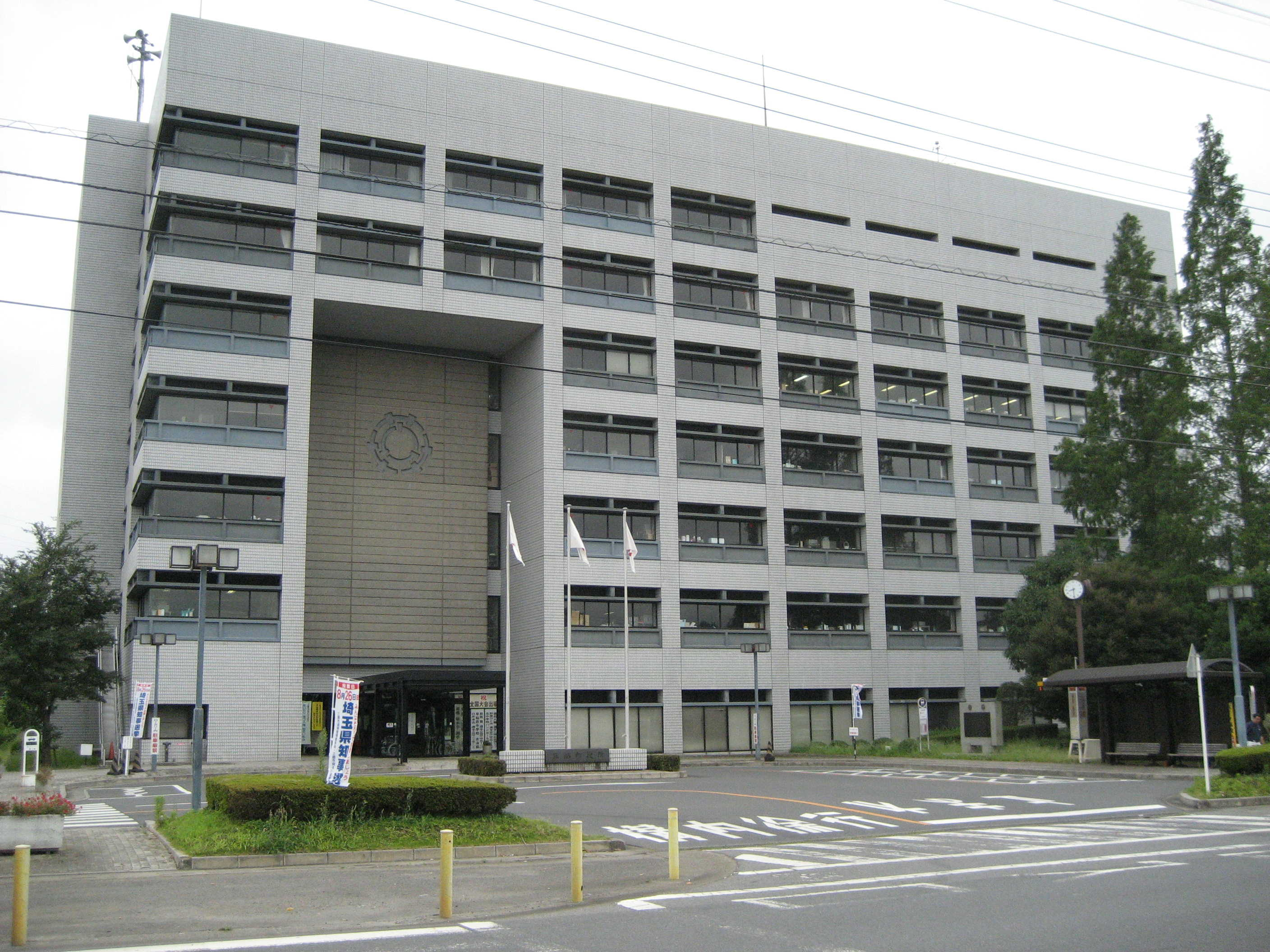
Het stadhuis van Misato

Misato (Japans: 三郷市, Misato-shi) is een stad in het in de prefectuur Saitama, Japan. Op 1 maart 2008 had de stad 129.086 inwoners. De bevolkingsdichtheid bedroeg 4280 inw./km². De oppervlakte van de gemeente is 30,16 km².
De stad werd op 3 mei 1972 gesticht.